# Harry and the Potters
Harry and the Potters est un groupe de wizard rock américain, originaire de Norwood, dans le Massachusetts. Formé en 2002, le groupe transforme les romans de J. K. Rowling en chansons de rock, afin principalement de rendre le succès des livres plus accessible à travers de la musique.
Ce groupe se compose de deux membres, Joe DeGeorge et Paul DeGeorge ; le premier dit être Harry Potter dans sa quatrième année à Poudlard, le second est Harry dans sa septième année. D'autres membres ont complété le groupe, principalement des batteurs, mais ils ne sont pas restés de façon permanente. Harry and the Potters a créé un nouveau genre musical, le wizard rock, qui s'inspire de l'univers de Harry Potter.

## Biographie

### Débuts
Le groupe est formé à l'été 2002, alors que tous les groupes prévus pour un concert organisé par Joe DeGeorge se désistèrent. En une heure, les deux frères écrivent sept chansons sur Harry Potter, qu'ils interprètent devant un public de six personnes : Harry and the Potters est né. Depuis, ils ont joué dans tous les États-Unis, et ont réalisé une tournée en Grande-Bretagne en février 2005, jouant notamment dans des librairies.
Mais les membres du groupe tiennent une tout autre version : selon eux, Paul, Harry Potter dans sa septième année à Poudlard, vole un retourneur de temps, qu'il utilise pour revenir dans sa quatrième année. Là, il rencontre Joe, qui est lui-même avec trois ans de moins. « Si vous vous rencontriez dans le passé, vous ne feriez pas un groupe avec vous-même ? » dit Paul. Ils commencent alors à se produire dans la « Salle sur demande » de Poudlard, et jouent même avec d'autres groupes de magiciens et de Moldus. Mais l'administration de l'école commence à être embêtée par tous ces punks qui jouent, et Dumbledore, le directeur, leur demande de trouver un autre endroit pour leurs concerts. Dumbledore leur trouve même un local dans Pré-au-Lard, dans lequel il jouait avec son groupe étant plus jeune. Le groupe affirme même que Dumbledore a ouvert parfois leurs concerts avec un solo de guitare acoustique.

### Suites

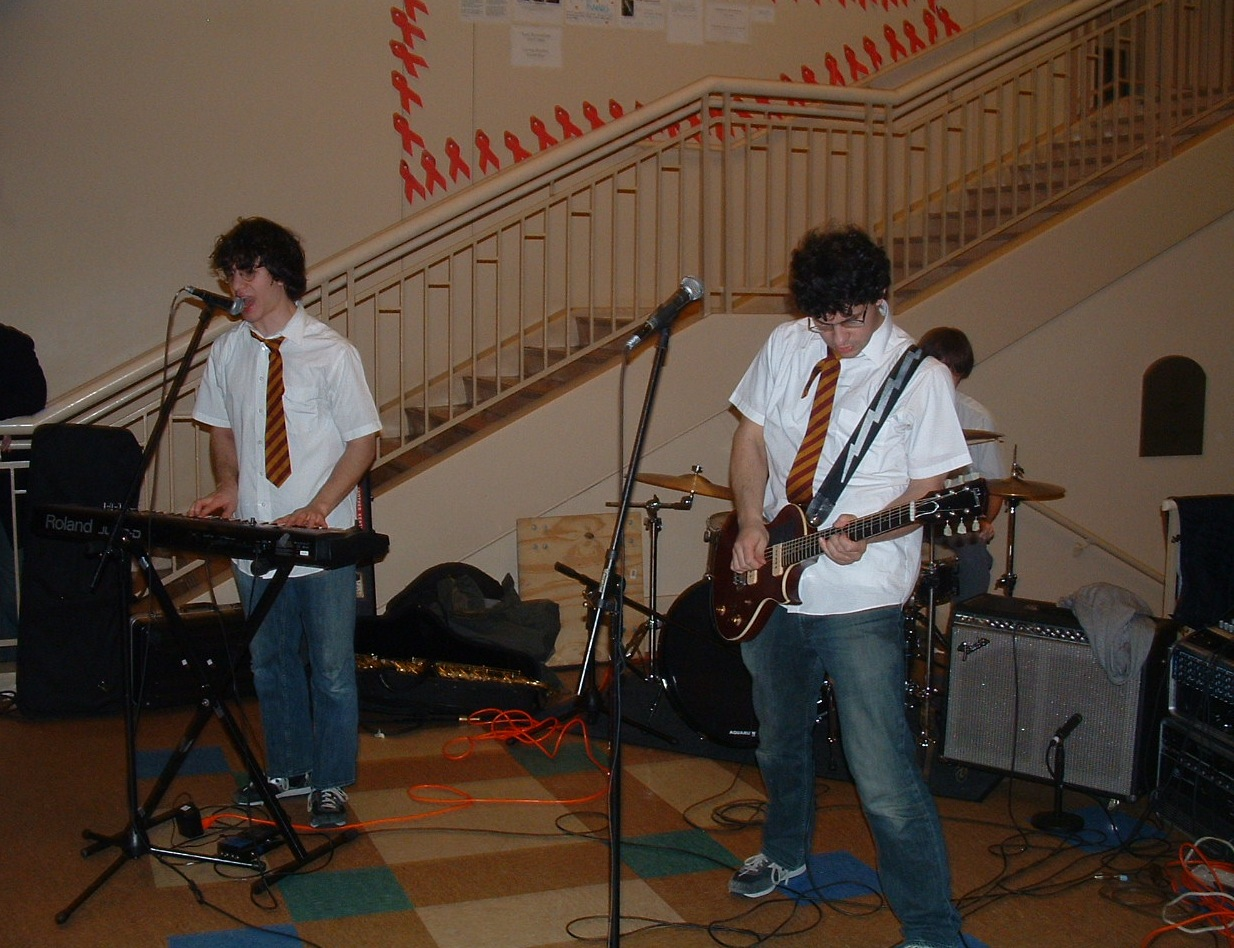
Harry and the Potters, au Horace Mann School le 25 janvier 2007.

Édité en 2005, A Magical Christmas of Magic est la première compilation de différents groupes de wizard rock.
En janvier 2007, Harry and the Potters lancent le Wizard Rock EP of the Month Club, un projet dans lequel ils publient plusieurs EP de différents groupes de wizard rock par mois,.
En février 2008, Harry and the Potters lancent le site web Unlimited Enthusiasm. Ils entreprennent une tournée appelée Unlimited Enthusiasm, avec Math the Band, Uncle Monsterface et Jason Anderson. Ils s'arrêtent aussi au Nerdapalooza. Ils publient aussi l'EP In the Cupboard. Le groupe joue son 500e concert au Norwood Elementary School (MA) en 2009. Il continue le Wizard Rock EP of the Month Club en 2009 et publie un troisième extended play, The Yule Ball.
En été 2011, Harry and the Potters effectue une tournée estivale appelée Ride the Lightning. Elle est la plus grosse effectuée depuis 2007. Leur première date se fait le 25 mai à Portland, ME, et la tournée se termine le 31 juillet au Knitting Factory de New York. Le batteur Jacob Nathan joue avec eux pendant la tournée.
En 2015, Harry and the Potters publient l'EP Hedwig Lives.

## Membres
- Paul DeGeorge - chant, guitare, saxophone baryton, mélodica
- Joe DeGeorge - chant, synthétiseur, saxophone ténor, mélodica, glockenspiel, carillon tubulaire, thérémine

## Discographie
- 2003 : Harry and the Potters
- 2004 : Voldemort Can't Stop the Rock!
- 2005 : Wizard rock (compilation)
- 2006 : The Power of Love